# Protanyderus vanduzeei
Protanyderus vanduzeei is een muggensoort uit de familie van de Tanyderidae. De wetenschappelijke naam van de soort is voor het eerst geldig gepubliceerd in 1918 door Alexander.